# Moen (Nordland)
Pour les articles homonymes, voir Moen.
Moen est une localité du comté de Nordland, en Norvège.

## Géographie
Administrativement, Moen fait partie de la kommune de Fauske.